# Reykhyltingar
Reykhyltingar fue un clan familiar de Reykholt, Borgarfjörður en Islandia que tuvo su origen en la Era vikinga, durante los tiempos de Önundur Oddsson. Tuvieron cierto protagonismo en la cristianización de Islandia.
En la saga de Bandamanna aparece como personaje histórico uno de sus principales caudillos, Þórðr Sölvasson (n. 948). Þórðr Sölvasson era descendiente de Bjorn Ketilsson.
Existe la certeza que Snorri Sturluson recibió el goðorð de los Reykhyltingar aunque hasta la fecha se desconoce bajo que condiciones.
A partir del siglo XVI algunos descendientes de la familia fueron reconocidos investigadores y estudiosos que aportaron mucha riqueza cultural a Islandia. Entre ellos se encuentra Finnur Jónsson, autor de Historia Ecclesiastica Islandiae y parte de su familia es responsable del legado escrito, una gran recopilación de sagas nórdicas y colección de documentación antigua que Jón Sigurðsson, el líder en el siglo XIX del movimiento de independencia de Islandia, usó como fuente para su Diplomatarium Islandicum (Islenskt Fornbrefasafn). Toda esta riqueza cultural fue destinada a los fondos del Instituto Árni Magnússon para los estudios islandeses y el Archivo Nacional de Islandia.